# Triodontella nitidula
Tridontella nitidula (Rossi, 1790) è un coleottero appartenente alla famiglia degli Scarabeidi (sottofamiglia Melolonthinae).

## Descrizione

### Adulto
T. nitidula si presenta come un insetto di piccole dimensioni, comprese tra i 4, 5 e i 5,5 mm di lunghezza. Presenta un corpo robusto e cilindrico, leggermente ovale, dal color marroncino scuro. Attorno al pronoto e alle elitre si nota una lieve peluria.

### Larva
Le larve hanno l'aspetto di piccoli vermi bianchi dalla forma a "C". La testa e le tre paia di zampe sono sclerificate.

## Biologia
Gli adulti compaiono con l'arrivo della primavera e sono visibili fino a inizio estate. Sono di abitudini diurne e si possono osservare volare sulle graminacee o appesi su di esse.

## Distribuzione
T. nitidula è un endemismo dell'Italia continentale, dell'Italia peninsulare e della Sicilia.